# Ånge
Ånge – miejscowość (tätort) w Szwecji. Siedziba władz administracyjnych gminy Ånge w regionie Västernorrland. Około 2956 mieszkańców.